# Susleni
Susleni è un comune della Moldavia situato nel distretto di Orhei di 4.661 abitanti al censimento del 2004